# مدرک (آلبوم)
مدرک (به انگلیسی: Proof) اولین آلبوم آنتولوژی گروه پسرانهٔ کره‌ای بی‌تی‌اس است که در ۱۰ ژوئن ۲۰۲۲، توسط بیگ هیت میوزیک منتشر شد. تک‌آهنگ آغازین این آلبوم، «در راه است (زیباترین لحظه)» نیز در همان روز منتشر شد.

## عملکرد تجاری
مدرک تنها در اولین روز انتشار، بیش از دو میلیون کپی، فروش جهانی داشت. این آلبوم پس از انتشار، در جدول‌های کرهٔ جنوبی، استرالیا، بلژیک، کانادا، فنلاند، آلمان، ژاپن، هلند، نیوزیلند و سوئیس اول شد. مدرک همچنین در ده رتبهٔ اول جدول‌های ایتالیا، نروژ و لیتوانی قرار گرفت. این آلبوم در بریتانیا هشتم شد و به پنجمین آلبوم گروه تبدیل شد که در ده رتبهٔ نخست این کشور قرار گرفت.
مدرک در ایالات متحده، با فروش ۳۱۴٬۰۰۰ واحد (شامل ۲۶۶٬۰۰۰ فروش خالص آلبوم)، در صدر بیلبورد ۲۰۰ جای گرفت و دومین فروش هفتهٔ اول یک آلبوم منتشرشده در ایالات متحده را در سال ۲۰۲۲ و بیشترین فروش هفتهٔ اول را برای یک گروه داشت. این ششمین آلبوم شمارهٔ یک بی‌تی‌اس در ایالات متحده است.

## فهرست قطعات
| سی‌دی ۱ | سی‌دی ۱                                                      | سی‌دی ۱                                                                                          | سی‌دی ۱           | سی‌دی ۱ |
| شماره  | نام                                                         | نویسنده(ها)                                                                                     | تهیه‌کننده(ها)    | مدت    |
| ------ | ----------------------------------------------------------- | ----------------------------------------------------------------------------------------------- | ---------------- | ------ |
| ۱.     | «خوانندهٔ بالفطره»                                           | جرمین کول جیمز فانتلروی دوم انتونی پرینو کنی فینچ جورو «مز» دیویس ابراهیم حماد آراِم شوگا جی-هوپ |                  | ۳:۵۷   |
| ۲.     | «خیال‌بافی دیگه بسه» (از خیلی خفن برای مدرسه، ۲۰۱۳)          | پی‌داگ «هیت‌من» بنگ آراِم شوگا جی-هوپ سوپریم بوی جونگ‌کوک                                           | پی‌داگ            | ۳:۴۲   |
| ۳.     | «اِن. او» (از اوه! تو هم دیرت شده؟، ۲۰۱۳)                    | پی‌داگ «هیت‌من» بنگ آراِم شوگا                                                                     | پی‌داگ            | ۳:۳۰   |
| ۴.     | «پسر عاشق» (از ماجرای عشقی مدرسه، ۲۰۱۴)                     | پی‌داگ «هیت‌من» بنگ آراِم شوگا سوپریم بوی                                                          | پی‌داگ            | ۳:۵۰   |
| ۵.     | «خطر» (از تاریک و وحشی، ۲۰۱۴)                               | پی‌داگ تن بوی «هیت‌من» بنگ آراِم شوگا جی-هوپ                                                       | پی‌داگ            | ۴:۰۵   |
| ۶.     | «به تو نیاز دارم» (از زیباترین لحظه در زندگی، قسمت ۱، ۲۰۱۵) | پی‌داگ «هیت‌من» بنگ آراِم شوگا جی-هوپ برادر سو                                                     | پی‌داگ            | ۳:۳۱   |
| ۷.     | «بدو» (از زیباترین لحظه در زندگی، قسمت ۲، ۲۰۱۵)             | پی‌داگ «هیت‌من» بنگ آراِم شوگا وی جونگ‌کوک جی-هوپ                                                   | پی‌داگ            | ۳:۵۷   |
| ۸.     | «آتش» (از زیباترین لحظه در زندگی: همیشه جوان، ۲۰۱۶)         | پی‌داگ «هیت‌من» بنگ آراِم شوگا جی-هوپ دوین چنل                                                     | پی‌داگ            | ۳:۲۳   |
| ۹.     | «خون عرق و اشک» (از بال‌ها، ۲۰۱۶)                            | پی‌داگ آراِم شوگا جی-هوپ «هیت‌من» بنگ کیم دو-هون                                                   | پی‌داگ            | ۳:۳۷   |
| ۱۰.    | «روز بهاری» (از هرگز تنها راه نمی‌روی، ۲۰۱۷)                 | پی‌داگ آراِم ادورا «هیت‌من» بنگ آرلیسا راپرت پیتر ایبسن شوگا                                       | پی‌داگ            | ۴:۳۴   |
| ۱۱.    | «دی‌ان‌ای» (از عاشق خودت باش: او، ۲۰۱۷)                       | پی‌داگ «هیت‌من» بنگ کَس سوپریم بوی شوگا آراِم                                                       | پی‌داگ            | ۳:۴۳   |
| ۱۲.    | «عشق دروغین» (از عاشق خودت باش: اشک، ۲۰۱۸)                  | پی‌داگ «هیت‌من» بنگ آراِم                                                                          | پی‌داگ            | ۴:۰۲   |
| ۱۳.    | «آیدل» (از عاشق خودت باش: پاسخ، ۲۰۱۸)                       | پی‌داگ سوپریم بوی «هیت‌من» بنگ علی تامپوزی رومن کمپولو آراِم                                       | پی‌داگ            | ۳:۴۳   |
| ۱۴.    | «پسری با عشق» (با حضور هالزی؛ از نقشهٔ روح: پرسونا، ۲۰۱۹)    | پی‌داگ آراِم ملانی جوی فونتانا میشل «لیندگرن» شولتس «هیت‌من» بنگ شوگا امیلی وایس‌بند جی-هوپ هالزی   | پی‌داگ            | ۳:۴۹   |
| ۱۵.    | «ادامه» (از نقشهٔ روح: ۷، ۲۰۲۰)                              | پی‌داگ آراِم آگوست ریگو فونتانا شولتس شوگا جی-هوپ آنتونیا آرماتو کریستا یانگز جولیا راس           | پی‌داگ            | ۴:۰۶   |
| ۱۶.    | «دینامیت» (از بودن، ۲۰۲۰)                                   | دیوید استوارت جسیکا آگومبار                                                                     | استوارت          | ۳:۱۹   |
| ۱۷.    | «زندگی ادامه دارد» (از بودن، ۲۰۲۰)                          | پی‌داگ آراِم روث کریس جیمز آرماتو شوگا جی-هوپ                                                     | پی‌داگ            | ۳:۲۷   |
| ۱۸.    | «کره» (تک‌آهنگ بدون آلبوم، ۲۰۲۱)                             | جنا اندروز راب گریمالدی استیون کرک آراِم الکس بیلویتز سباستین گارسیا ران پری                     | گریمالدی کرک پری | ۲:۴۴   |
| ۱۹.    | «در راه است (زیباترین لحظه)»                                | پی‌داگ آراِم مکس دن گلیزر شوگا جی-هوپ                                                             | پی‌داگ            | ۳:۱۹   |

| سی‌دی ۲ | سی‌دی ۲                                                                                                | سی‌دی ۲ | سی‌دی ۲                | سی‌دی ۲ |
| شماره  | نام                                                                                                   | نویسنده(ها) | تهیه‌کننده(ها)         | مدت    |
| ------ | --- | --- | --------------------- | ------ |
| ۱.     | «بی‌تی‌اس بدو»                                                                                          | دوئین ابرناتی جونیور آراِم ابنیزر جی-هوپ گاست‌لوپ جونگ‌کوک شوگا وان‌آی (پونتس کالم) دنیل سیزار لودویگ لیندل فونتانا شولتس فلی فرارو | دم جوینتس گاست‌لوپ     | ۳:۲۵   |
| ۲.     | «مقدمه: پرسونا» (تک‌خوانی آراِم؛ از نقشهٔ روح: پرسونا، ۲۰۱۹)                                             | هیس نویز آراِم پی‌داگ | هیس نویز              | ۲:۵۴   |
| ۳.     | «بمان» (با اجرای آراِم، جین و جونگ‌کوک؛ از بودن، ۲۰۲۰)                                                  | آرستون جونگ‌کوک آراِم جین | آرستون                | ۳:۲۵   |
| ۴.     | «ماه» (تک‌خوانی جین؛ از نقشهٔ روح: ۷، ۲۰۲۰)                                                             | اسلو ربیت آراِم جین ادورا جردن «دی جی سوئیول» یانگ کندیس نیکول سوسا سیزار لیندل                                                  | اسلو ربیت             | ۳:۲۹   |
| ۵.     | «ژمه وو» (با اجرای جین، جی-هوپ و جونگ‌کوک؛ از نقشهٔ روح: ۷، ۲۰۲۰)                                       | مارکوس مک‌کوئن اوون رابرتز متی تامسون مکس لیندیک گراهام کامیلا آن استورات آراِم جی-هوپ «هیت‌من» بنگ                                | آرکیدز بد میلک مک‌کوئن | ۳:۴۶   |
| ۶.     | «حواشی 轉: الاکلنگ» (تک‌خوانی شوگا؛ از عاشق خودت باش: پاسخ، ۲۰۱۸)                                      | اسلو ربیت شوگا | اسلو ربیت شوگا        | ۴:۰۶   |
| ۷.     | «سایفر بی‌تی‌اس قسمت ۳: قاتل» (با حضور سوپریم بوی؛ با اجرای آراِم، شوگا و جی-هوپ؛ از تاریک و وحشی، ۲۰۱۴) | سوپریم بوی آراِم شوگا جی-هوپ | سوپریم بوی            | ۴:۲۸   |
| ۸.     | «خاتمه: ضمیر» (تک‌خوانی جی-هوپ؛ از نقشهٔ روح: ۷، ۲۰۲۰)                                                  | جی-هوپ هیس نویز سوپریم بوی | هیس نویز              | ۳:۱۶   |
| ۹.     | «او» (با اجرای آراِم، شوگا و جی-هوپ؛ از عاشق خودت باش: پاسخ، ۲۰۱۸)                                     | شوگا اسلو ربیت آراِم جی-هوپ | شوگا اسلو ربیت        | ۳:۴۹   |
| ۱۰.    | «فیلتر» (تک‌خوانی جیمین؛ از نقشهٔ روح: ۷، ۲۰۲۰)                                                         | تام ویکلند هیلدا استنملم «هیت‌من» بنگ لی سی-ران لوترا دانکه بابی چونگ آن بوک-جین فالین دیلد نئون بوی                             | ویکلند                | ۳:۰۰   |
| ۱۱.    | «دوستان» (با اجرای جیمین و وی؛ از نقشهٔ روح: ۷، ۲۰۲۰)                                                  | پی‌داگ سوپریم بوی جیمین ادورا مارتین شولی استلا جانگ                                                                             | پی‌داگ جیمین           | ۳:۱۹   |
| ۱۲.    | «تکینگی» (تک‌خوانی وی؛ از عاشق خودت باش: اشک، ۲۰۱۸)                                                    | چارلی جی. پری آراِم | چارلی                 | ۳:۱۷   |
| ۱۳.    | «۰۰:۰۰ (ساعت صفر)» (با اجرای جین، جیمین، وی و جونگ‌کوک؛ از نقشهٔ روح: ۷، ۲۰۲۰)                          | پی‌داگ آراِم جسی لوریت فوتس آنتونینا آرماتو                                                                                       | پی‌داگ                 | ۴:۱۰   |
| ۱۴.    | «سرخوشی» (تک‌خوانی جونگ‌کوک؛ از عاشق خودت باش: پاسخ، ۲۰۱۸)                                              | یانگ سوسا فونتانا «هیت‌من» بنگ سوپریم بوی ادورا آراِم                                                                             | یانگ                  | ۳:۴۹   |
| ۱۵.    | «چال گونه» (با اجرای جین، جیمین، وی و جونگ‌کوک؛ از عاشق خودت باش: او، ۲۰۱۷)                            | متیو تیشلر الیسون کاپلان آراِم                                                                                                   | تیشلر کرش کوو         | ۳:۱۶   |

| سی‌دی ۳ | سی‌دی ۳                                           | سی‌دی ۳                                                                                         | سی‌دی ۳                    | سی‌دی ۳ |
| شماره  | نام                                              | نویسنده(ها)                                                                                    | تهیه‌کننده(ها)             | مدت    |
| ------ | ------------------------------------------------ | ---------------------------------------------------------------------------------------------- | ------------------------- | ------ |
| ۱.     | «بپر» (نسخهٔ دمو)                                 | شوگا پی‌داگ آراِم سوپریم بوی                                                                     | شوگا پی‌داگ سوپریم بوی     | ۲:۲۶   |
| ۲.     | «عشق جوان»                                       | پی‌داگ آراِم                                                                                     | پی‌داگ                     | ۲:۳۸   |
| ۳.     | «پسر عاشق» (نسخهٔ دمو)                            | پی‌داگ «هیت‌من» بنگ آراِم شوگا سوپریم بوی                                                         | پی‌داگ                     | ۳:۳۹   |
| ۴.     | «علامت نقل قول»                                  | پی‌داگ آراِم جی-هوپ                                                                              | پی‌داگ                     | ۲:۵۹   |
| ۵.     | «به تو نیاز دارم» (نسخهٔ دمو)                     | پی‌داگ «هیت‌من» بنگ آراِم شوگا برادر سو جی-هوپ                                                    | پی‌داگ                     | ۲:۴۲   |
| ۶.     | «پسران هیجان‌زده» (نسخهٔ دمو)                      | شوگا پی‌داگ «هیت‌من» بنگ آراِم جی-هوپ جین جیمین وی                                                | شوگا پی‌داگ                | ۴:۰۸   |
| ۷.     | «تونی مونتانا» (با اجرای آگوست دی به‌همراه جیمین) | آگوست دی سوپریم بوی                                                                            | آگوست دی پی‌داگ سوپریم بوی | ۳:۲۰   |
| ۸.     | «همیشه جوان» (نسخهٔ دموی آراِم)                    | آراِم اسلو ربیت پی‌داگ                                                                           | آراِم اسلو ربیت پی‌داگ      | ۲:۱۷   |
| ۹.     | «روز بهاری» (نسخهٔ دموی وی)                       | پی‌داگ وی آراِم «هیت‌من» بنگ ادورا                                                                | پی‌داگ                     | ۲:۱۳   |
| ۱۰.    | «دی‌ان‌ای» (نسخهٔ دموی جی-هوپ)                      | پی‌داگ جی-هوپ                                                                                   | پی‌داگ                     | ۱:۵۱   |
| ۱۱.    | «اپیفانی» (نسخهٔ دموی جین؛ با اجرای جین)          | اسلو ربیت ادورا جین                                                                            | اسلو ربیت                 | ۳:۴۶   |
| ۱۲.    | «الاکلنگ» (نسخهٔ دمو)                             | شوگا                                                                                           | شوگا                      | ۳:۰۹   |
| ۱۳.    | «هنوز همراه تو» (آکاپلا؛ با اجرای جونگ‌کوک)       | جونگ‌کوک                                                                                        | جونگ‌کوک                   | ۴:۰۰   |
| ۱۴.    | «برای جوانی»                                     | آراِم عماد رویال روژه چاهید بلیز ریلی درو لاو فوررست جی-هوپ شوگا هیس نویز اسلو ربیت «هیت‌من» بنگ | چاهید رویال               | ۴:۲۵   |

توضیحات
- «خوانندهٔ بالفطره» از ترانهٔ «گناهکار بالفطره»[پ ۲۶] از جی. کول، از آلبوم ۲۰۱۳ او با همین عنوان سمپل شده‌است.
- سی‌دی ۳ فقط بر روی سی‌دی منتشر خواهد شد؛ به‌استثنای «برای جوانان» که بر روی سی‌دی و پلتفرم‌های موسیقی دیجیتال منتشر خواهد شد.

## جدول‌ها
| جدول (۲۰۲۲)                                | بالاترین موقعیت |
| ------------------------------------------ | --------------- |
| آلبوم‌های استرالیایی (ای‌آرآی‌ای)             | ۱               |
| آلبوم‌های اتریشی (آلبوم‌های او۳)             | ۱               |
| آلبوم‌های بلژیکی (اولتراتاپ فلاندرز)        | ۱               |
| آلبوم‌های بلژیکی (اولتراتاپ والونیا)        | ۱               |
| آلبوم‌های کانادایی (بیلبورد)                | ۱               |
| آلبوم‌های چک (سی‌ان‌اس آی‌اف‌پی‌آی)              | ۸۳              |
| آلبوم‌های دانمارکی (هیت‌لیستن)               | ۲               |
| آلبوم‌های هلندی (جدول‌های هلند)              | ۱               |
| آلبوم‌های فنلاندی (جدول رسمی فنلاند)        | ۱               |
| آلبوم‌های فرانسوی (اس‌ان‌ئی‌پی)                | ۲               |
| آلبوم‌های آلمانی (۱۰۰ آلبوم برتر رسمی)      | ۱               |
| آلبوم‌های ایرلندی (شرکت جدول‌های رسمی)       | ۲۸              |
| آلبوم‌های ایتالیایی (اف‌آی‌ام‌آی)              | ۲               |
| آلبوم‌های ژاپنی (اوریکون)                   | ۱               |
| آلبوم‌های داغ ژاپنی (بیلبورد ژاپن)          | ۱               |
| آلبوم‌های لیتوانیایی (آگاتا)                | ۵               |
| آلبوم‌های نیوزیلند (آرام‌ان‌زد)               | ۱               |
| آلبوم‌های نروژی (وی‌جی-لیستا)                | ۹               |
| آلبوم‌های لهستانی (زدپی‌ای‌وی)                | ۱               |
| آلبوم‌های کرهٔ جنوبی (گائون)                 | ۱               |
| آلبوم‌های اسپانیایی (پروموزیکای)            | ۲               |
| آلبوم‌های سوئیسی (جدول موسیقی سوئیس)        | ۱               |
| آلبوم‌های بریتانیا (شرکت جدول‌های رسمی)      | ۸               |
| بیلبورد ۲۰۰ ایالات متحده                   | ۱               |
| آلبوم‌های موسیقی ملل ایالات متحده (بیلبورد) | ۱               |

## تاریخچهٔ انتشار
| منطقه | تاریخ        | قالب                  | نسخه            | ناشر    | منبع         |
| ----- | ------------ | --------------------- | --------------- | ------- | ------------ |
| مختلف | ۱۰ ژوئن ۲۰۲۲ | سی‌دی                  | استاندارد فشرده | بیگ هیت | [ ۱ ] [ ۳۶ ] |
| مختلف | ۱۰ ژوئن ۲۰۲۲ | دانلود دیجیتال استریم | دیجیتال         | بیگ هیت | [ ۱ ] [ ۳۶ ] |

## واژه‌نامه
1. ↑  Born Singer
2. ↑  No More Dream
3. ↑  N.O
4. ↑  Boy In Luv, 상남자
5. ↑  Danger
6. ↑  Run BTS, 달려라 방탄
7. ↑  Stay
8. ↑  Moon
9. ↑  Jamais Vu
10. ↑  Trivia 轉: Seesaw
11. ↑  BTS Cypher Pt. 3: Killer
12. ↑  Outro: Ego
13. ↑  Her
14. ↑  Filter
15. ↑  Friends, 친구
16. ↑  00:00 (Zero O'Clock)
17. ↑  Dimple, 보조개
18. ↑  Jump
19. ↑  Young Love, 애매한 사이
20. ↑  Quotation Mark, 따옴표
21. ↑  Boyz with Fun, 흥탄소년단
22. ↑  Tony Montana
23. ↑  Young Forever
24. ↑  Still with You
25. ↑  For Youth
26. ↑  Born Sinner